# Johannes Thiele (zoòleg)
Johannes Thiele, de nom complet, Karl Hermann Johannes Thiele (1860–1935) va ser un zoòleg alemany especialitzat en la malacologia. El seu manual, Handbuch der systematischen Weichtierkunde és una obra de referència. Des de 1904 fins a la seva jubilació el 1925 va ser curator de la col·lecció malcològica del Museum für Naturkunde de Berlin.
Thiele va descriure més de 1.500 noves espècies de mol·luscs; especialment important és el seu treball sobre mol·luscs en l'expedició alemanya als mars subantàrtics a bord del vaixell Valdivia.
La classificació dels gastròpodes feta per Thiele va estar usada fins a la passada dècada. Ell va modificar el concepte aplicat per Henri Milne-Edwards (1848) amb tres subclasses: Prosobranchia, Opisthobranchia i Pulmonata. Va ser el primer a descriure Geodia exigua el 1898.